# 黎光 (少将)
黎光（1914年11月5日（农历九月十八）—2020年12月27日），四川仪陇人。中国人民解放军将领、中国人民解放军开国少将。
曾任中国人民志愿军66军198师师长。1955年，授予中国人民解放军少将。
2020年12月27日在南京病逝。